# Locomotora "sin fuego"

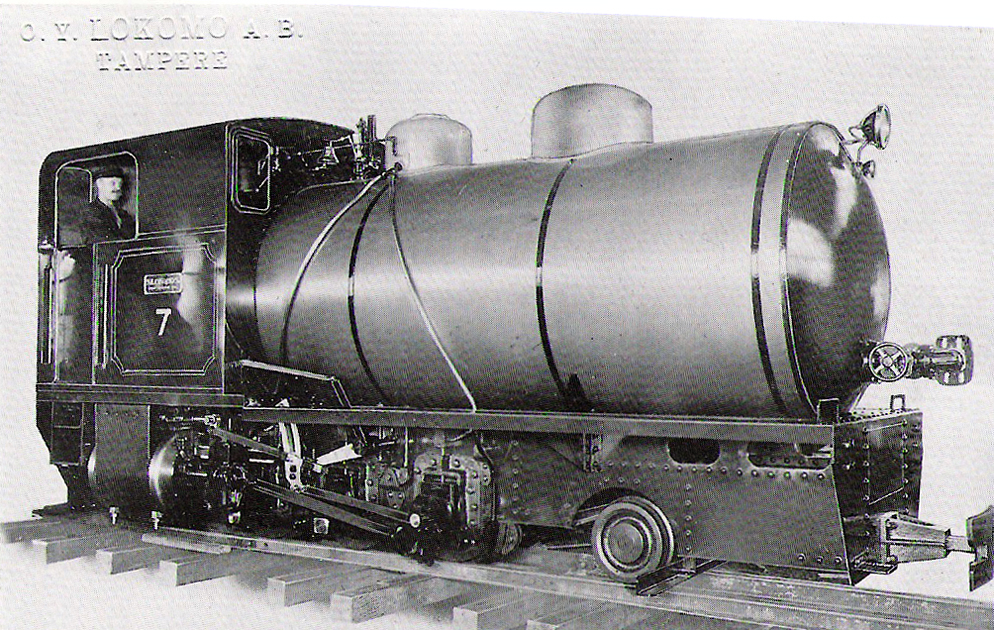
Locomotora sin fuego finlandesa que muestra la configuración típica de estas máquinas. Obsérvese la conexión en la parte delantera del tanque para rellenarlo

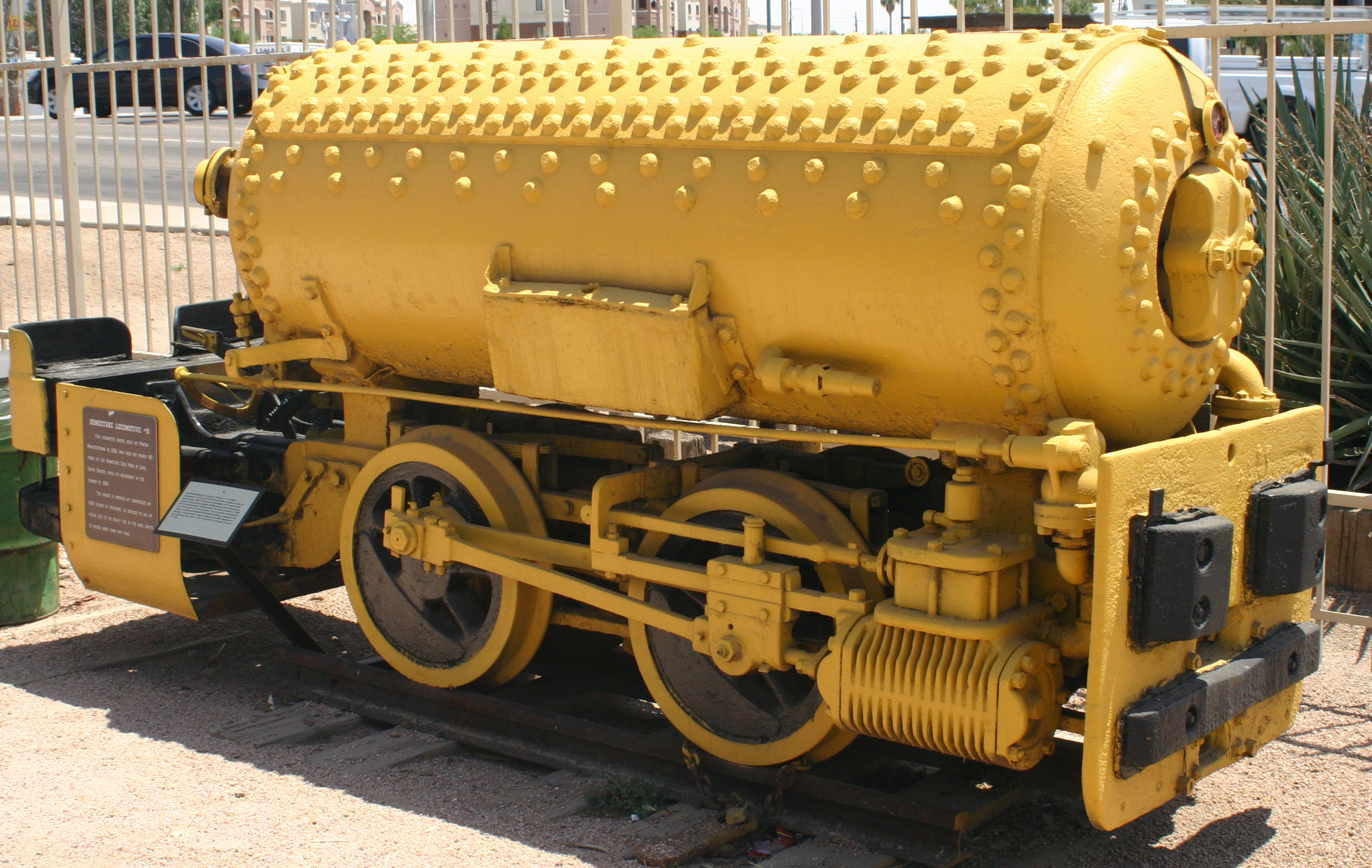
HK Porter, Inc. No. 3290 de 1923, accionado por aire comprimido

Una locomotora sin fuego es un tipo de locomotora que utiliza motores de movimiento alternativo alimentados por un depósito de aire comprimido o vapor, que se llena desde una fuente externa. Ofrecen ventajas sobre las locomotoras de vapor convencionales, como el menor costo por unidad, la carencia de humo, y el menor riesgo de incendio o explosión de la caldera. Sin embargo, requieren de una fuente externa para recargar el gas comprimido que impulsa la locomotora, y la duración del depósito es bastante limitada. 
Su uso más común se localizaba para mover cargas en aquellas instalaciones industriales donde una locomotora convencional suponía un riesgo asociado con el humo emitido o con la generación de chispas, como en minas o fábricas de alimentos, productos químicos o explosivos. También se empleaban donde se disponía fácilmente del suministro de aire comprimido o de vapor, como subproductos de otras actividades. 
Finalmente, fueron desplazadas por las locomotoras diésel y de baterías con dispositivos de protección, denominadas como locomotoras a prueba de fuego. 

## Historia

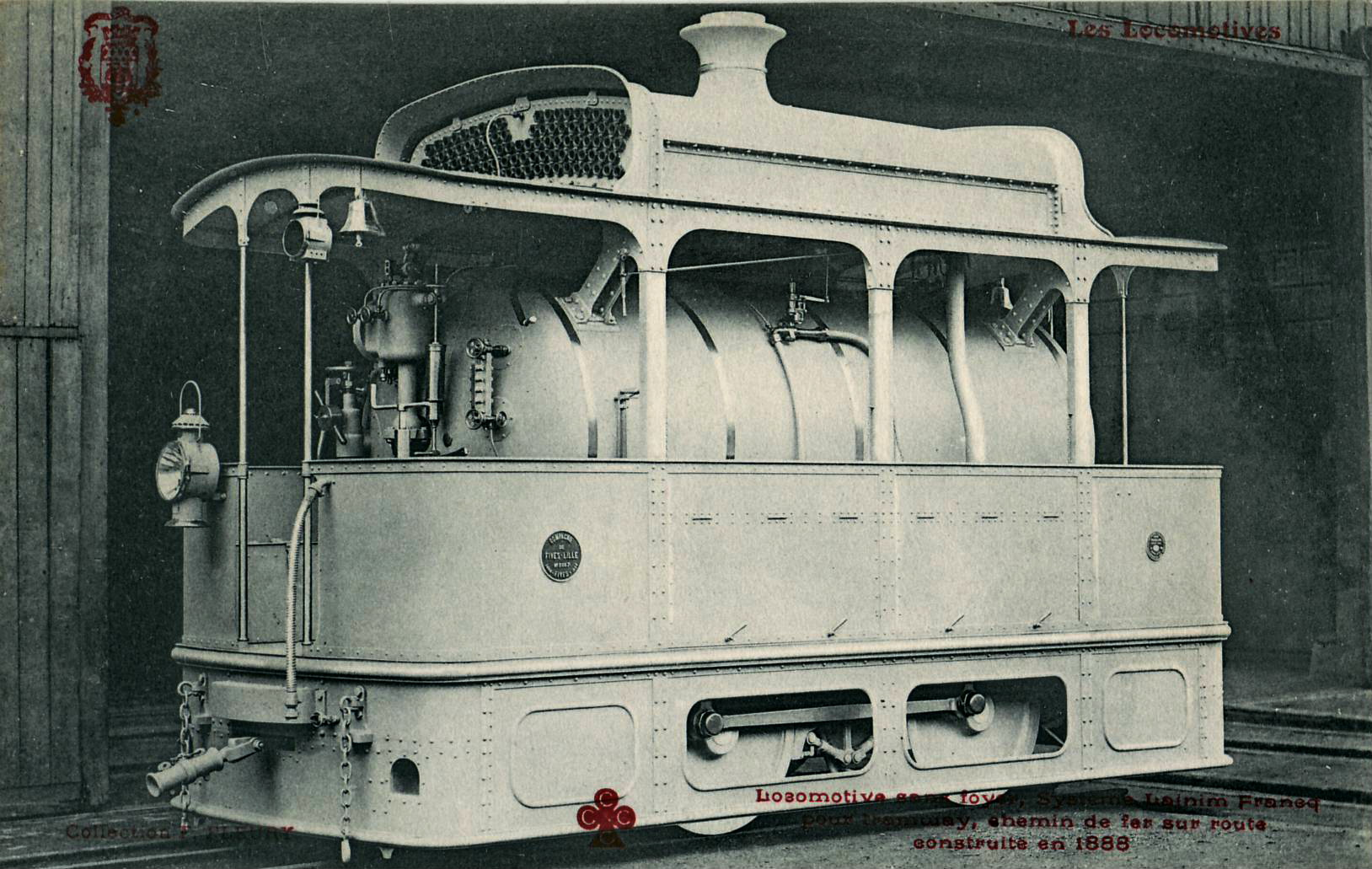
Locomotora sin fuego de un tranvía Lamm & Francq de 1888

Una aplicación temprana de la locomotora sin fuego fue a los tranvías en los Estados Unidos. Emile Lamm desarrolló dos tipos de locomotoras sin fuego, una con amoníaco y la otra con vapor almacenado. Lamm fundó dos compañías, Ammonia & Thermo-Specific Propeling Company of America en 1872; y (con Sylvester L. Langdon) Lamm Fireless Engine Company en 1874. Las locomotoras sin fuego de Lamm fueron populares durante un breve período, tanto en los EE. UU. como en Francia, pero pronto fueron desplazadas por los tranvías eléctricos. Las locomotoras francesas se construyeron en asociación con Léon Francq, bajo el nombre de Lamm & Francq. 
El sistema sin fuego encontró posteriormente aplicación para propulsar locomotoras de maniobras industriales. Cualquier fábrica que dispusiera de una caldera estacionaria, podría usarla para recargar una locomotora de vapor sin fuego utilizable en maniobras internas. Estas máquinas se hicieron especialmente populares en Alemania, y algunas permanecieron en servicio hasta la década de 1960. Solían tener una disposición de ruedas 0-4-0 o 0-6-0, aunque algunas empresas, entre ellas Heisler, también construyeron máquinas del tipo 0-8-0. La Pennsylvania Power and Light "D", en las imágenes siguientes, es un ejemplo de una locomotora Heisler sin fuego 0-8-0.
En el año 2012, la compañía suiza DLM estuvo tratando de promover la locomotora sin fuego de vapor como una alternativa ecológica a las locomotoras diésel de maniobras. DLM sostenía que estas máquinas diésel generalmente pasan el 75% de su tiempo de trabajo con el motor al ralentí.

## Tipos de propulsión

### Vapor
Una locomotora de vapor sin fuego es similar a una locomotora de vapor convencional, pero tiene un depósito, conocido como acumulador de vapor, en lugar de una caldera. Este depósito se carga con agua sobrecalentada a presión desde una caldera estacionaria. El motor funciona como una máquina de vapor convencional, utilizando el vapor a alta presión formado sobre el agua en el acumulador. A medida que se usa el vapor y la presión decae, el agua sobrecalentada hierve, reemplazando el vapor usado. La locomotora puede funcionar así hasta que la presión se haya reducido a un nivel mínimo útil o se agote el agua, después de lo cual debe recargarse. 
Las locomotoras de vapor sin fuego europeas generalmente tienen los cilindros en la parte posterior, mientras que las estadounidenses a menudo tienen los cilindros en la parte delantera, como en una locomotora convencional. Los principales constructores de locomotoras de vapor sin fuego en el Reino Unido incluyeron a Andrew Barclay y W. G. Bagnall. 

### Aire comprimido
La primera locomotora que funcionó con aire comprimido se construyó en 1890, y en 1895, se habían desarrollado los principios básicos de los motores eficientes de aire comprimido. Un avance de ingeniería particularmente importante fue el desarrollo de la válvula reductora y de cierre que mantiene una presión uniforme de aire en el motor, incluso cuando la presión en el tanque de almacenamiento se reduce con el uso. Las locomotoras de aire comprimido se han utilizado durante muchos años, principalmente en minas, pero también se han utilizado en tranvías (véase Sistema Mekarski). 

### Híbrido
Se han construido varias locomotoras híbridas que utilizaban algún combustible durante parte del tiempo, como por ejemplo, la Fowler's Gost del Metropolitano de Londres en 1861, o lo utilizaban para sobrecalentar el vapor almacenado, como las Locomotoras Receiver construidas por Sentinel Waggon Works. Ninguna ha sido un éxito. 

## Disposición de ruedas
La mayoría de las locomotoras sin fuego han tenido una disposición de ruedas 0-4-0 o 0-6-0, pero ha habido algunas 0-8-0 e incluso del tipo 0-10-0. Máquinas sin fuego con 600 mm de ancho de vía y disposición 0-10-0 de la compañía alemana Henschel se utilizaron en la construcción del ferrocarril de Bagdad, probablemente para evitar el riesgo de envenenamiento por monóxido de carbono durante la perforación de túneles.
Otra compañía alemana, Hohenzollern, construyó algunas locomotoras de vapor sin fuego articuladas con una cabina en cada extremo. Solo uno de los bogíes contaba con tracción (disposición de ruedas B-2).

## Uso actual
La tracción a vapor se volvió obsoleta en la década de 1940 y fue reemplazada en gran medida por la tracción diésel o eléctrica. Sin embargo, la propulsión sin fuego tiene sus ventajas, especialmente donde hay una fuente abundante y barata de vapor, como en algunas instalaciones industriales, en las centrales geotérmicas o en las plantas incineradoras de residuos, donde se utilizan locomotoras de vapor sin fuego de maniobras a muy bajo costo.
Como no emiten ningún escape, excepto vapor, pueden utilizarse en centros de trabajo sin poner en peligro a los operarios con gases nocivos. 
Teniendo en cuenta que las locomotoras de maniobra suelen funcionar solo durante aproximadamente el 10% del tiempo, y el 90% restante permanecen en espera, una locomotora diésel al ralentí la mayor parte del tiempo, quema gran parte del combustible sin producir nada. Un acumulador de vapor moderno bien aislado puede preservar la presión durante muchas horas. Por lo tanto, el costo operativo de una máquina de maniobras de vapor sin fuego puede ser mucho menor que el de una máquina diésel comparable. 
Las locomotoras sin fuego también son más seguras de operar que las locomotoras de vapor convencionales, aparte de la eliminación de los riesgos de ignición. La causa principal de la explosión de la caldera de una locomotora es el agotamiento del agua, por falta de atención o por uso excesivo, exponiendo la lámina de la corona directamente a las llamas de la cámara de combustión sin el efecto de enfriamiento de la cubierta de agua, debilitándola hasta el punto de rotura. Una locomotora sin fuego elimina este peligro: si se queda sin suficiente agua, simplemente deja de moverse, aunque se deben tomar precauciones como con cualquier otro recipiente a presión. Además, no requieren un control cuidadoso de los niveles de agua y de la presión de la caldera, ni una distribución cuidadosa del carbón en la cámara de combustión para una combustión eficiente, y por lo tanto, pueden ser operadas por personal menos cualificado que una locomotora de vapor convencional. 

### Alemania
Varios constructores de locomotoras produjeron motores sin fuego durante todo el siglo XX. Meiningen Steam Locomotive Works todavía las estaba construyendo en la década de 1980. Algunas locomotoras sin fuego se utilizan diariamente incluso en 2021. Un ejemplo es la gran central eléctrica de carbón en Mannheim, donde el carbón se entrega por ferrocarril en largos trenes de vagones de tolva autodescargables. Tres máquinas sin fuego se utilizan para derivar las tolvas en las instalaciones de la central eléctrica. 
En Alemania Oriental, se prefería dar salida a su abundante suministro de lignito en vez de consumir combustible importado, y se utilizaban máquinas sin fuego ampliamente. Una serie de 200 locomotoras sin fuego se construyó en Raw Meiningen ya en la década de 1980.

### Indonesia
En 2017, el ingenio azucarero Semboro en Jember, Java Oriental utilizaba dos locomotoras sin fuego debido a la presencia de bagazo inflamable en las instalaciones. Fueron construidas por Orenstein & Koppel en Alemania en 1928 y 1929 y se utilizaban para realizar maniobras dentro de la factoría.
En 2011, el ingenio azucarero Pagottan en Madiun, también en Java Oriental, usó tres locomotoras de eje Luttermöller, numeradas 6, 7 y 8. Eran locomotoras de vapor convencionales, que se reconvirtieron para la operación sin fuego en 2011.

### Suiza
En Suiza se habían utilizado antiguas locomotoras sin fuego en algunas industrias, como las cervecerías. En 2010, la compañía de vapor Dampflokomotiv- und Maschinenfabrik DLM reacondicionó dos locomotoras del tipo alemán Meiningen y las modernizó para su uso en apartaderos.

## Preservación
Numerosos ejemplos se han conservado en todo el mundo:

### Alemania
La Wikipedia alemana tiene una lista de locomotoras con acumuladores de vapor conservadas en ese país. Incluye más de 100 máquinas, 8 de ellas operativas.

### México
El museo de los Ferrocarrileros de la Ciudad de México conserva una locomotora de vapor sin fuego Davenport no. 013 "Sin Fuego". Fue donada por Pemex y funcionó desde 1940 hasta 1990 en la Refinería 18 de Marzo.

### Sudáfrica
La Comisión de Suministro de Electricidad de Sudáfrica (ESKOM) ha preservado dos locomotoras de vapor sin fuego. Son de los tipos Bagnall 0-6-0F (no. 2571 de 1937) y Hawthorne Leslie 0-4-0F (no. 3858 de 1935). 

### Reino Unido
Un ejemplo notable es "Lord Ashfield" (Andrew Barclay no. 1989 de 1930) en el Museo de Ciencia e Industria de Mánchester. Funcionó en servicio limitado en la década de 1990, compartiendo el suministro de vapor con las exhibiciones estacionarias. 
El Grupo de Preservación Ferroviaria de Ayrshire ha reconstruido una locomotora sin fuego Andrew Barclay 0-4-0 (número de serie 1952 de 1928). La locomotora volvió a funcionar en 2015 y opera como parte de un tren de carga de demostración.

### Estados Unidos
El Museo del Transporte de Carolina del Norte en Spencer posee una locomotora de vapor sin fuego, la North Carolina Power and Light # 3 0-4-0. 
Se han conservado tres locomotoras sin fuego de maniobras 0-4-0 propiedad de la compañía NCR: una en el Parque Histórico Carillon en Dayton, Ohio, otra en el Museo del Ferrocarril del Sureste en Duluth, Georgia, y la tercera en el Museo Nacional del Transporte en Kirkwood, Misuri.
La Pensilvania Power and Light "D", una locomotora de maniobras 0-8-0, se conserva en el Museo del Ferrocarril de Pensilvania. 
La Union Electric Company 4, una 0-4-0, se conserva en el Museo del Ferrocarril de Illinois, de Union, Illinois.
La Cleveland Electric Illuminating Company, una 0-6-0 construida por H. K. Porter Company, se conserva en el Museo del Ferrocarril Mad River y NKP en Bellevue, Ohio.
La North American Rayon Company, 1936 HK Porter Company 0-6-0F, exhibida en Elizabethton, Tennessee, EE. UU. La locomotora se llamaba "The Pot". Esta rara locomotora sin fuego fue construida en 1936 para la North American Rayon Company (NARC) de Elizabethton, Tennessee. Su vapor se suministraba desde un gran depósito ubicado dentro de la planta de la compañía. Las locomotoras sin fuego se utilizaban en situaciones industriales donde había un mayor riesgo de incendio. La empresa fabricaba rayón, que es un material altamente inflamable. La locomotora se retiró del servicio en 1992 y posiblemente sea la última locomotora sin fuego que se retiró del servicio en los Estados Unidos. Las instalaciones se cerraron en 2000 y la empresa donó "The Pot" a la Cámara de Comercio del Condado de Carter, tras lo que se puso en exhibición pública en Elizabethton, Tennessee.
| |
| Locomotora sin fuego 002 DLM, lista para su uso industrial en una demostración en Schaffhausen (2010) |

|                                                            |
| Locomotora sin fuego Henschel recargando vapor en Mannheim |

| |
| Andrew Barclay 0-6-0 South of Scotland Electricity Board, No. 1 en el Museo del Transporte de Glasgow |

|                                                                             |
| Pennsylvania Power and Light "D" en el Museo del Ferrocarril de Pensilvania |

|                                                                                          |
| Locomotora sin fuego de vapor en el Museo del Ferrocarril de Bochum Dahlhausen, Alemania |

| |
| Locomotora sin fuego industrial No.9305 en la Estación Varshavsky de San Petersburgo. Construida en Alemania en 1928 |

| |
| Locomotora de aire comprimido en Bankhead, Alberta, Canadá, originalmente usada en una mina de carbón |

| |
| Locomotora sin fuego de vapor Davenport no. 013 "Sin Fuego", en el Museo de los Ferrocarrileros de la Ciudad de México |

|                                                       |
| Locomotora sin fuego North American Rayon Corp 0-6-0F |